# 阿萨尔大屠杀
阿萨尔大屠杀是叙利亚内战期间由反对派在攻占阿勒颇省阿萨尔镇之后犯下的一起屠杀事件。该镇位于阿勒颇市以西14公里处，在2013年7月22日被反对派攻占。反对派活动人士将这次屠杀归咎于圣战组织“胜利阵线”—一个与基地组织有关联的组织，以及安萨尔哈里发旅（Ansar al-Khalifa Brigade）。据称在屠杀中有51名已经投降的政府军士兵被处决。政府媒体则声称伊斯兰极端分子杀害了123人，其中大部分是平民。

## 背景
在攻占阿萨尔镇之前，反对派武装已经尝试了数月来攻占这个位于阿勒颇省西部的具有战略位置的小镇。7月22日该镇最终落入反对派手中，但根据叙利亚人权观察组织报道，在其边缘战斗则持续到了第二天。在战斗中，反对派使用了一辆缴获的T-55坦克。
在与反对派的交战中，有150名叙利亚政府军丧生。
阿萨尔镇也是2013年3月19日化学袭击的发生地。当时叙政府和反对派相互指责是对方发动了化武袭击。一名伊朗国有电视台的分析人士Finian Cunningham称反对派犯下这起屠杀事件是为了清除化武袭击事件中的证据和目击者。

## 屠杀
根据叙利亚人权观察组织报道，在阿萨尔镇被攻陷后，51名被俘的政府军士兵被反对派处决，而在战斗中有大约100名政府军丧生。叙利亚人权观察组织将一段视频上传至网上。根据纽约时报的报道，这段视频“展示了屠杀之后的现场，数十具尸体堆在墙边，上面布满着枪眼”。叙利亚人权观察组织援引一名匿名目击者的说法，胜利阵线和安萨尔哈里发旅的成员需对这次屠杀负责，他们处决了大部分投降的士兵。安萨尔哈里发旅的视频显示有些遇害者身着的是平民的服装，还有些尸体被肢解。胜利阵线证实他们参与了战斗，并声称在战斗中有150名亲政府武装人员被杀，但没有表示对处决事件负责。
叙利亚阿拉伯新闻社在7月27日报道屠杀的死亡总数为123人，其中大部分是平民，还有一些人仍下落不明。

## 回应
- 叙利亚—叙利亚信息部长Omran al-Zoubi宣称那些“在阿萨尔犯下屠杀罪行的恐怖分子和支持他们的国家将会承担责任并付出高昂代价”[12]